# Der Spürhund (1973)
Der Spürhund (Originaltitel: Shamus) ist ein US-amerikanischer Spielfilm von Buzz Kulik aus dem Jahr 1973 mit Burt Reynolds in der Hauptrolle als New Yorker Privatdetektiv.

## Handlung
Der New Yorker Privatdetektiv Shamus McCoy wird von einem reichen Diamantenhändler beauftragt, einen brutalen Raubüberfall aufzuklären. Seine Ermittlungen werden systematisch behindert. Er erkennt jedoch, dass er die richtige Spur verfolgt, da die Mafia Schläger auf ihn ansetzt. Es stellt sich heraus, dass der Auftraggeber selber hinter der Tat und Mordanschlägen steckt.

## Kritiken
„Die Spurensuche schleppt sich dahin, ein paar Actionszenen produzieren Spannung in der matten Story. Durchschnittskrimi mit und für Burt Reynolds“